# Ballans
Ballans là một xã trong tỉnh Charente-Maritime Charente-Maritime trong vùng Nouvelle-Aquitaine, tây nam nước Pháp. Xã Ballans nằm ở khu vực có độ cao trung bình 72 mét trên mực nước biển.